# Edwin Carr

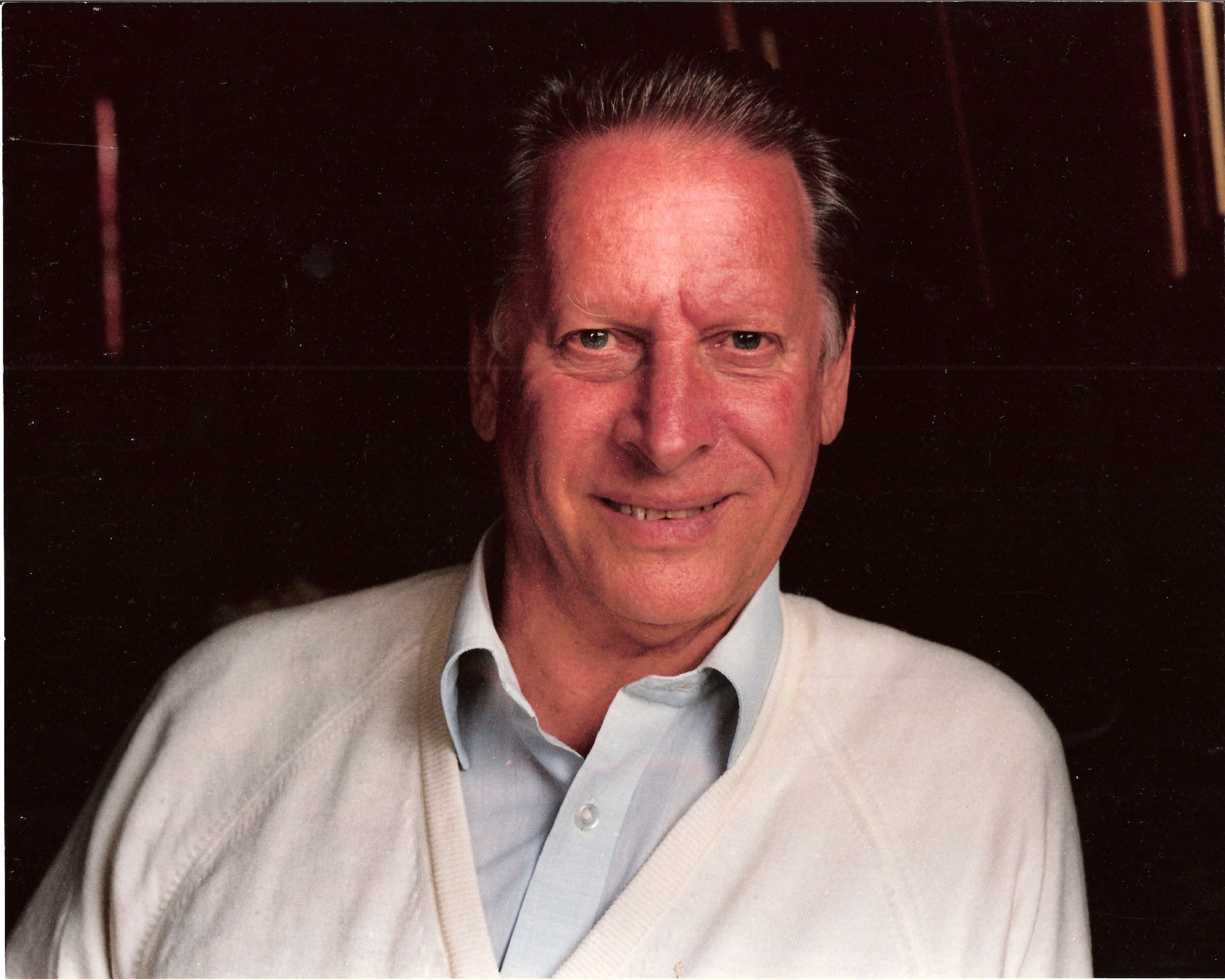
Edwin Carr

Edwin Carr (Auckland City, 10 augustus 1926 - Waiheke-eiland, 27 maart 2003) was een pianist, componist en dirigent uit Nieuw-Zeeland.

## Biografie
Carr kreeg zijn eerste opleiding aan de Otago Boys' High School van 1940 tot en met 1943. Vervolgens ging hij naar de Universiteit van Otago voor de seizoenen 1944/1945 en 1945/1946 om muziek te studeren. In 1946 trad hij toe tot de Universiteit van Auckland, maar maakte die studie nooit af. Doch onder leiding van Douglas Lilburn bezocht hij de eerste Cambridge Zomermuziekschool. In 1948 kreeg hij geld van de Nieuw-Zeelandse overheid om compositie te studeren aan de Guildhall School of Music bij Benjamin Frankel. Ondertussen verdiende Caar geld als freelance-werker, maar gaf het net zo hard weer uit aan reizen. In 1953 werd zijn Mardi Gras in aanwezigheid van koningin Elizabeth II van het Verenigd Koninkrijk gespeeld door het Royal Philharmonic Orchestra. Vervolgens stelde de British Council in 1954 geld ter beschikking om te gaan studeren bij Goffredo Petrassi (1954), ondertussen geld verdienend als muzikaal directeur van het balletgezelschap Il Nuovo balleto d’Italia. In 1955 werd zijn ballet Electra uit/opgevoerd. In 1957 kwam de British Council weer met geld over de brug voor een cursus bij Carl Orff. Daarna vertrok Carr terug naar Australië en zijn geboorteland. De jaren daarna reisde Carr op en neer tussen Engeland, Australië en Nieuw-Zeeland en verdeelde zijn tijd tussen componeren, lesgeven en studeren.
In 1970 ontving hij een opdracht voor een opera; een jaar later was Natasya gebaseerd op De idioot van Fjodor Dostojevski klaar.
Zijn oude universiteit van Otago verleende hem in 1973/74 een Mozart-beurs en in het seizoen 1975/76 gaf Carr les aan het Conservatorium van Sydney. Hij vertrok daarna weer naar Engeland om weer net zo snel terug te keren en weer les te geven aan genoemd conservatorium. Hij ging in 1984 in Taupo wonen om daar te componeren en freelance te dirigeren.
In 199 verhuisde Carr voor het laatst; Waiheke-eiland bleek zijn laatste verblijfplaats. In 199 werd hij nog onderscheiden met de New Zealand Order of Merit, alvorens in 2003 op het eiland te overlijden. In 2001 schreef hij nog een autobiografie.
Leerlingen van Carr waren Kenneth Young, Anthony Ritchie en Martin Lodge.

## Werken
- 1950 Mardi Gras Overture
- 1951 A Blake Cantata
- 1953 Suite #1 for two pianos (Cacciati dal Paradiso)
- 1954 String Quartet #1
- 1955 Piano Sonata #1
- 1955 Electra - Ballet
- 1958 Organ Sonata
- 1958 Night Music - Scherzo
- 1962 Piano Concerto #1
- 1963 The Snowmaiden
- 1963 Two Dances for viola & piano
- 1965 Four pieces for Oboe d’amore and piano
- 1966 Edith Sitwell Song cycle for oboe, soprano and piano
- 1966 Piano Quintet
- 1966 Five Pieces for piano
- 1967 Five Pieces for Orchestra (transcription of ‘Five pieces for piano’)
- 1967 Three Shakespeare Songs
- 1967 Four Pieces for oboe d’amore, strings and harp (orch. ver. of 1965)
- 1968 Three Pieces for cello and piano
- 1969 Three Songs from Childhood for mezzo and violin
- 1969 Violin Sonata (unaccompanied)
- 1970 Suite #2 - Four dances from Electra for 2 pf and perc.
- 1970 Aubade for clarinet and pf or orchestra
- 1971 Suite #3 for two pianos
- 1971 Six Studies for string orchestra
- 1971 Auckland ‘71 - Ode for male speaker, chorus and orch.
- 1969 1972 - Nastasya - 3 act opera, based on Dostoievsky’s -The Idiot
- 1973 Six Songs - ‘Out of Dark’ for mezzo and piano or orchestra
- 1973 Four Short Concert Studies for piano
- 1974 Three Love Songs for soprano & piano - poems by Fairburn
- 1974 Seven Medieval Lyrics for SATB, orchestra, or piano duet
- 1974 The Twelve Signs for wind, brass piano, harp and perc.
- 1975 Piano Sonata #2 in one movement
- 1975 Five Bagatelles for piano
- 1977 Sonatina for piano
- 1977 Five Songs to Poems by Wolkskehl - baritone & piano or orchestra
- 1977 Sonata for violin and piano
- 1978 Sinfonietta for small orchestra (Used for ‘Primavera’ ballet)
- 1978 String Quartet #2
- 1978 Seven Elizabethan Lyrics for chorus and piano duet or orchestra
- 1979 Te Tau (The Seasons) - Winter & Spring for solo piano; Summer and Autumn for piano duet
- 1979 An Easter Cantata for soprano, chorus and organ or string orch.
- 1981 Symphony #1
- 1983 Symphony #2
- 1983 Trio for horn, violin and piano
- 1985 Pacific Festival Overture
- 1985 Promenade ballet suite for orch. or piano duet
- 1985 The Mayors New Coat - ballet for orchestra
- 1985 Piano Sonata #3
- 1985 Piano Concerto #2
- 1985 Film Music for Nicholas Nickleby
- 1986 Song of Solomon symphonic cantata
- 1987 Symphony #3
- 1988 Poems for piano and orchestra
- 1989 The Four Elements for four mandolins
- 1989 The Four Elements for orch. or two pianos (transcriptions)
- 1989 Suite #4 for two pianos (‘Four Elements’ transcription)
- 1989 Quartet for oboe and clarinet, bassoon and piano
- 1989 Octet for wind
- 1990 Gaudeamus Overture
- 1990 Taupo - The Eye of the World for soprano, choir & orch.
- 1991 Foxtrot from Coup De Folie - piano duet or piano solo
- 1991 Symfonie nr. 4
- 1991 Four pieces for oboe d’amore and piano
- 1991 Two Mansfield poems for Oboe d’Amore
- 1991 Six choral Pieces from text by Katherine Mansfield
- 1992 Eleven Pleasant Pieces for piano
- 1992 Lord Arthur Saville’s Crime - Opera in One Act
- 1992 Six Piano Variations on a Theme by Beethovan for piano
- 1994 Sonata for two pianos
- 1995 Arikinui - cantata for soprano and orchestra
- 1995 Violin concerto
- 1996 The Maze of the Muses - Chamber Opera
- 1996 The End of the Golden Weather for orchestra
- 1996 Ten Concert Studies for piano - Book I
- 1996 Doves of Peace for piano
- 1996 Waiheki for four oboes
- 1997 Outcast from Paradise
- 1998 In the Rangitaki Valley for two pianos, eight hands
- 1998 Coup De Folie for two pianos, eight hands
- 1998 Eve des Eaux - Eight French songs for solo tenor
- 1998 Revelations for piano
- 1999 ‘Akaraua’ - Four symphonic sketches for orchestra
- 1999 Three pieces for solo bassoon
- 1999 El Tango for orchestra
- 1999 Ten Concert studies for piano, Book 2
- 1999 Trio for violin, cello and piano
- 1999 Wind trio for flute, oboe and bassoon
- 1999 Mardi Gras 2000, new version
- 2000 Three pieces for oboe and organ
- 2000 Elegie for oboe and piano
- 2000 Petit Concert, pour trio a vent: flute, hautbois et basson
- 2001 Seven Waiheke Lyrics, SATB and piano duet
- 2001 Three Pieces for the oboe and organ
- 2001 Fanfare for Otago University
- 2001 Concerto Balabile
- 2002 Oboe Concerto

## Boek
- A life set to music